# (42485) Stendhal
(42485) Stendhal est un astéroïde de la ceinture principale.

## Description
(42485) Stendhal est un astéroïde de la ceinture principale. Il fut découvert le 18 janvier 1991 à l'Observatoire de Haute-Provence par Eric Walter Elst. Il présente une orbite caractérisée par un demi-grand axe de 2,31 UA, une excentricité de 0,22 et une inclinaison de 1,7° par rapport à l'écliptique.
Il est nommé d'après l'écrivain français Stendhal. Dans un premier temps publié avec la coquille manifeste Stendahl au lieu de Stendhal, le nom a été corrigé par l'UAI en novembre 2016, comme il est d'usage et comme ce fut déjà le cas en 2016 pour l'astéroïde mal orthographié (26857) Veracrux renommé le mois suivant (26857) Veracruz.